# 呕吐

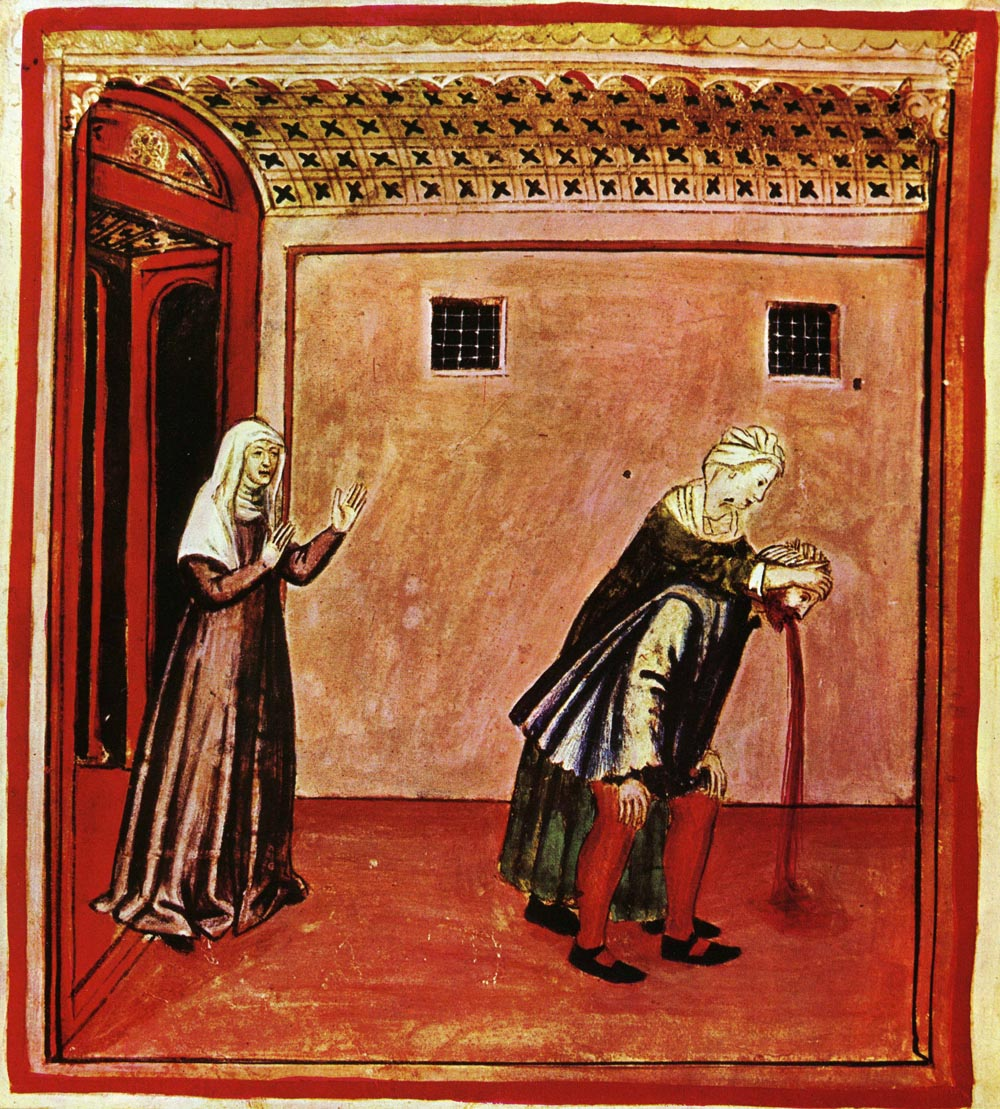
圖中人物正在嘔吐，取自《健康全書》（Tacuinum Sanitatis，14世紀，羅馬卡薩納特圖書館館藏）。

呕吐，是由于胃和肠道内容物（食糜）由于受到强力积压经过食道由口腔吐出的动作。

## 呕吐的过程
- 呕吐前的反射性反应：呕吐前经常会发生一系列植物性神经兴奋的反应，其中包括：呼吸加深、声门关闭、唾液分泌急剧增加、出汗、呼吸急促和心率加速等。
- 呕吐：在呕吐的过程中腹肌和膈肌急剧收缩，腹腔和胸腔的压强上升，挤压胃中的内容物上升经由口腔吐出。比较剧烈的呕吐会导致十二指肠和空肠上段蠕动加剧，使肠道内容物吐出。

另外還有一個重點「嘔吐」是指嚴重影響時，才會嘔吐。

## 呕吐的力学
在呕吐的过程中腹肌急剧收缩，贲门括约肌舒张、胃体肌肉舒张，这些生理反应造成腹腔压强升高，胃内容物可以较为顺畅地通过贲门进入食道；进而膈肌收缩，食道肌肉舒张，声门关闭，上食道括约肌松弛，这些生理反应会造成胸腔压强升高积压食道内容物通过咽喉经口腔吐出体外，声门关闭可以保证在呕吐的过程中胃肠道内容物不会经由咽喉进入气管而造成窒息。

## 呕吐的神经生理学基础
呕吐是一种复杂的反射性活动，机械和化学的刺激都有可能引起呕吐，引起呕吐的刺激主要来自消化系统，对舌根、咽部、胃、肠、总胆管的刺激都是造成呕吐的原因。除了消化系统的感受器之外，其他系统感受器受到的刺激也有可能引发呕吐反射，这些刺激有可能来自泌尿生殖系统器官、视觉、味觉、嗅觉、内耳前庭位置感受器等。
上述感受器所受到的刺激会经由迷走神经、交感神经、舌咽神经等，經由化學傳遞物質（多巴胺、膽鹼性物質、組織胺、血清素等）传入通路将神经冲动传导至位于延髓部位的呕吐中枢。呕吐中枢是中枢神经系统控制呕吐反射的区域，它位于延髓外侧网状结构的背外侧缘，呕吐中枢与其他植物性神经机能中枢有着比较密切的联系，呕吐中枢的兴奋会连带引起其他植物性神经中枢的兴奋，这也是呕吐之前发生多涎、多汗、呼吸加深加快等反应的原因。对呕吐中枢的直接刺激，如由于脑积水或脑瘤引起的颅内压升高，会直接引起呕吐中枢的兴奋，造成呕吐反射。此外呕吐中枢附近有一个连带的化学感受区，对这一化学感受区的刺激也会引起呕吐中枢的兴奋，造成呕吐反射，这也是中枢性催吐药的作用原理。

## 中医对呕吐的解释
呕吐是指由于胃气上逆，迫使胃之内容物从口吐出的病证。古医书将有声有物称为呕，有物无声称为吐，有声无物称为乾呕、噦。